# Марли, Седелла
Седелла Марли (англ. Cedella Marley; в замужестве — Минто; род. 23 августа 1967, Кингстон) — ямайская певица, писательница и дизайнер. Дочь Боба и Риты Марли.

## Карьера

### В группе The Melody Makers
Группа Melody Makers была создана по просьбе Боба Марли и вступила в свои права после его смерти. Она состояла из четверых из 11 детей Марли: Зигги (вокал и гитара), Стивен (вокал, гитара, барабаны), Седелла (вокал) и Шэрон (вокал). Зигги был лидером группы, а Стивен активно участвовал в написании песен и вокале.
Melody Makers выпустили более 10 альбомов, включая успешные синглы Tumblin' Down, Tomorrow People, Everyone Wants to Be, Look Who’s Dancin' и Power to Move Ya, а также альбомы, удостоенные «Грэмми», такие как Conscious Party, One Bright Day и Fallen is Babylon.
После распада группы в 2002 году, Седелла Марли стала генеральным директором звукозаписывающей компании отца, Tuff Gong International, и активно участвует в благотворительной организации семьи 1Love. Она также занимается дизайном одежды, разработала линию одежды и является послом и спонсором женской национальной сборной Ямайки по футболу Reggae Girlz. Кроме того, она снялась в нескольких фильмах и выпустила книгу. Её мюзикл «Три маленьких птички Боба Марли» вышел в Нью-Йорке в 2014 году.

## Личная жизнь
Она замужем с Дэвидом Минто с 1993 года и имеет троих детей. Среди них есть музыкант по имени Скип.

## Дискография

### Синглы
- 2017: Could You Be Loved